# Falbkatt
Falbkatten, nubisk katt eller afrikansk vildkatt (Felis silvestris lybica) är en underart till vildkatten i familjen kattdjur, och som hör hemma i Afrika, Västasien och på några medelhavsöar. Med största sannolikhet är det falbkatten som är alla tamkatters anfader, senast bekräftat genom DNA-analyser.

## Kännetecken
Falbkatten liknar i utseende och form mycket en tamkatt. Den har en sandartad (écru till grå) pälsfärg och är slank. Kroppens längd är omkring 50 centimeter och svanslängden 25 centimeter. Denna katt väger vanligtvis 5 till 6 kilo men enskilda exemplar kan vara upp till 8 kilo tunga. Falbkatten har en spetsigare svansände än den europeiska vildkatten.

## Utbredning
Falbkatten förekommer i hela Afrika med undantag för ökenområden och tropiska regnskogar. Dessutom förekommer den på Sicilien, Sardinien och i Västasien. Den lever i olika habitat som savann, halvöken och låga bergsområden.
Falbkatten och några andra underarter av vildkatt anses vara en egen utvecklingslinje som främst lever i öppna landskap. I den andra utvecklingslinjen som föredrar skogar finns bland annat den europeiska vildkatten.

## Föda
Denna katt livnär sig huvudsakligen på små gnagare men äter även fåglar, groddjur och reptiler samt ibland spindlar och till och med skorpioner.

## Hot
Underarten listas i Washingtonkonventionen (CITES) i appendix II. Den största hoten utgörs inte som hos andra kattdjur av jakt eller förstöring av levnadsområdet utan av blandning med "vilda" tamkatter. Artens DNA riskerar att bli kontaminerad då avkomman mellan tamkatter och falbkatter är helt fertil.